# Sammlung der DZ Bank

Die Sammlung der DZ Bank ist eine Unternehmenssammlung (engl. Corporate Collection) der DZ Bank AG mit Sitz in Frankfurt am Main. Der Schwerpunkt der Sammlung liegt auf zeitgenössischer Kunst am fotografischen Bild. Die Sammlung umfasst mehr als 10.000 Kunstwerke von über 1.100 internationalen Künstlerinnen und Künstlern und zählt zu einer der größten ihrer Art. Im September 2020 gründete der Vorstand der DZ Bank AG die Kunststiftung DZ Bank als gemeinnützige GmbH, um die Sammlung, die seit 1993 besteht, im erweiterten Rahmen der Öffentlichkeit zugänglich zu machen. 

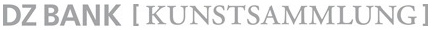
Logo der DZ Bank Kunstsammlung

## Schwerpunkt und Strategie
Die Sammlungstätigkeit der DZ Bank konzentriert sich seit ihrer Gründung im Jahr 1993 auf das Medium Fotografie. Das Hauptaugenmerk liegt dabei auf fotografischen Arbeiten der Gegenwartskunst. Darunter werden alle Kunstwerke verstanden, die im Laufe ihrer Entstehung einen fototechnischen Prozess durchlaufen haben. Collagen zählen ebenso dazu wie übermalte Fotografien, Fotogramme oder am Computer bearbeitetes Bildmaterial. Als Auswahlkriterien dienen seit jeher die klassischen kunsthistorischen Genre wie Porträt, Stillleben, Landschaft, Interieur etc. Besonderes Interesse gilt immer auch fotografischen Arbeiten von Künstlern aus anderen Bereichen der Kunst wie etwa der Malerei oder Bildhauerei, die einen anderen Zugang zur Fotografie haben und dem Betrachter eine neue Perspektive auf das Medium bieten können.
Die Sammlung bevorzugt Werkkomplexe, um vielseitige Aspekte einer künstlerischen Entwicklung angemessen zu repräsentieren. Einen Drehpunkt der Sammlung bilden fotografische Arbeiten der Düsseldorfer Schule aus den achtziger und neunziger Jahren von Bernd und Hilla Becher, sowie ihrer Schüler, Andreas Gursky, Axel Hütte, Candida Höfer, Thomas Ruff und Jörg Sasse.
Das Spannungsverhältnis der Fotografie zwischen dokumentarischer und künstlerischer Qualität wird in der DZ Bank Kunstsammlung durch eine Reihe von Künstlern repräsentiert. Stehen die Bilder von Barbara Klemm, Sebastião Salgado und Michael Schmidt für den Dokumentarismus der klassischen Fotojournalismus, so zeigen die Fotografien von Sascha Weidner, Angela Grauerholz und Tracey Moffat malerische und subjektive Sichtweisen.
Die Bilder von Thomas Florschuetz und Rodney Graham bezeugen wiederum medienreflexive Ansätze, wohingegen die Arbeiten von Jochen Gerz, Mario Merz, Alex Hartley und Jean-Marc Bustamante konzeptuelle und raumbezogene Bildvorstellungen thematisieren.
Körperbilder und die Darstellung von Milieus werden in den Arbeiten von Andy Warhol, Nan Goldin, Will McBride und Wolfgang Tillmans sichtbar. Die Themen Gender und Selbstinszenierung nehmen eine zentrale Stellung in den Werken von Bettina Rheims, Richard Prince und Cindy Sherman ein. Die Arbeiten von Dan Graham, Katharina Sieverding und Lorna Simpson reflektieren wiederum gesellschaftlich-politische Aspekte.
In der Vielzahl der künstlerischen Positionen möchte die DZ Bank auf die mehrschichtigen und paradoxen Möglichkeiten des fotografischen Bildes verweisen. Mit diesem grundlegenden Sammlungskonzept der DZ Bank soll zum einen die Emanzipation des Mediums Fotografie als selbstbestimmte Kunstform nachgewiesen werden, zum anderen soll ihr gattungsübergreifender und intermedialer Charakter in der Gegenwartskunst bekräftigt werden.

## Geschichte
Die Sammlung der DZ Bank (bis 2001 DG Bank) wurde 1993 gegründet. Im Jahre 2001 fusionierte die DG Bank mit der GZ Bank zur DZ Bank. Der Zusammenschluss führte zu einer zwischenzeitlichen Pause der Sammlungsaktivität, in der die Sammlung zunächst nur verwaltet wurde. Die aktive Sammlungstätigkeit wurde im Jahr 2003 wieder aufgenommen. Seit 2011 hat die Leitung Christina Leber übernommen. Im Jahr 2020 wurde die Sammlung durch den Vorstand der DZ Bank in eine eigene Stiftung überführt.

## Motivation
Die DZ Bank versteht Kunst als Element ihrer Unternehmenskultur. Neben der Sammlungs- und Förderungstätigkeit von Kunst, hat es sich die DZ Bank zur Aufgabe gemacht, Kunst unternehmensintern und extern zu vermitteln. Eine der treibenden Kräfte bei der Sammlungsgründung war der Gedanke von Kunst als internes Kommunikationsinstrument. Heute sind nahezu alle fünfzig Etagen des Westend-1 Turms mit Kunst bestückt. Nach Einschätzung der DZ Bank wird damit ein inspirierender Arbeitsraum geschaffen. Zudem soll die Auseinandersetzung mit der Kunst die Kommunikation unter den Mitarbeitenden fördern. In einem demokratischen Auswahlverfahren dürfen sie aus acht kuratierten Etagenausstellungen pro Jahr selbst entscheiden, welche Kunstwerke auf ihrem Flur hängen. Die ästhetische Gestaltung des Arbeitsraums steht jedoch nicht nur im Dienste der Angestellten, sondern wird durch öffentliche Kunstführungen für ein breites Publikum zugänglich gemacht.

## Kooperation mit dem Städel Museum Frankfurt
Im Rahmen ihres 125-jährigen Jubiläums übergab die DZ Bank im Jahr 2009 dem Städel Museum Frankfurt ein Konvolut aus ihrer Sammlung. Das Konvolut beinhaltet über 200 Werke der zeitgenössischen Kunst von 76 Künstlern (darunter Richard Avedon, Sibylle Bergemann, Will McBride, Hanne Darboven, Pietro Donzelli, Gilbert & George, Nan Goldin, Andreas Gursky, Seïdou Keita, Barbara Klemm, Les Levine, Robert Mapplethorpe, Boris Mikhailov, Sigmar Polke, Richard Prince, Robert Rauschenberg, Peter Roehr, Thomas Ruff, Cindy Sherman, Katharina Sieverding, Thomas Struth, Hiroshi Sugimoto und Andy Warhol). Die Auswahl fand in Abstimmung zwischen der DZ Bank und dem Städel Museum statt. Beide Parteien gründeten gemeinsam eine GmbH, die Eigentümer der Kunstwerke ist. Rückforderungen der Bank oder Verkäufe durch das Museum sollen hiermit verhindert werden. Ein Teil dieser Kunstwerke wird in der Gartenhalle des Städel Museums in wechselnden Sammlungspräsentationen gezeigt. Das Konvolut bildet den Grundstock einer bis dahin nicht vorhandenen Fotografiesammlung des Städels.
Die DZ Bank setzt damit ihr kulturelles Engagement im Sinne des Corporate Citizenship (dt. Unternehmensbürgerschaft) fort und macht der Öffentlichkeit hochangesehene Werke der zeitgenössischen Kunst zugänglich. Die Schenkung dokumentiert den Übergang von einer Unternehmenssammlung in eine Museumskollektion.

## Ausstellungen in der Ausstellungshalle der Kunststiftung (Auswahl)
- 2024: „Der Sammlung zugeneigt“ – Fotomuseum Winterthur
- 2024: „Von hier aus“ – Eine Bestandsaufnahme
- 2023: „Dialektik der Präsenz“ – Eine Ausstellung von Hans Dieter Huber
- 2023: „Erde. Verwobenes Leben“
- 2023: „Himmel. Die Entdeckung der Weltordnung“
- 2022/2023: Förderstipendium 2021/2022. Mit Werken von Jens Klein und Anja Manfredi sowie Lilly Lulay, Karina Nimmerfall und Valter Ventura
- 2022: „Passagen“, in Kooperation mit Studierenden des Master-Studiengangs „Photography Studies and Research“ an der Folkwang Universität der Künste, Essen
- 2022: „Durchblick. Lilly Lulay und Susa Templin“
- 2022: Förderstipendium 2019/2020. Mit Werken von Sophie Thun und Sara Cwynar sowie Katarína Dubovská, Philipp Goldbach und Talisa Lallai
- 2021: „Adrian Sauer. Identitäten und Ideologien“
- 2020/2021: „Win-Win. Synergien in der Kunst“
- 2020: „Katharina Sieverding. Unwiderstehliche historische Strömung“
- 2019/2020: „Ansichten. Das Künstlerische im Dokumentarischen“
- 2019: „Moving/Image. An Exploration of Film and Photography“, kuratiert von Ellen M. Harrington
- 2018: „Die Zahl als Chiffre in der Kunst“
- 2018: „Inside Out. Fotografie und Psychologie“, kuratiert von David Keller und Steffen Siegel

## Ausstellung mit Werken der Kunststiftung (Auswahl)
- 2024: „Von hier aus. Eine Bestandsaufnahme“
- 2018/2019: „LAND__SCOPE. Fotoarbeiten von Roni Horn bis Thomas Ruff aus der DZ BANK Kunstsammlung“ Münchner Stadtmuseum
- 2017: „BEWEGUNG IM BILD – Die informelle Malerei trifft auf die Geste in der Fotografie“ im Märkisches Museum Witten
- 2015: „Macht und Gewalt – Ohnmacht und Widerstand“ im Neuen Kunstverein, Aschaffenburg
- 2012–14: „Heimat – Fotografien aus der DZ Bank Kunstsammlung“ im Kunstverein Springhornhof, Neuenkirchen; Kunsthalle HGN, Duderstadt; NRW Forum, Düsseldorf
- 2012: „Für Hund und Katz ist auch noch Platz – Fotografien aus der DZ Bank Kunstsammlung“ in Kunsthalle Recklinghausen
- 2011–14: „Road Atlas: Straßenfotografie aus der DZ Bank Kunstsammlung“ in Opelvillen Rüsselsheim; Kunstmuseum Dieselkraftwerk, Cottbus; Kunsthalle Erfurt; Art Foyer DZ Bank Kunstsammlung, Frankfurt am Main
- 2008: „Real – Aus der Sammlung der DZ Bank“ im Städel Museum Frankfurt am Main
- 2007: „Dialogues & Attitudes“ im Ludwig Museum Budapest
- 2005–1998: „Das Versprechen der Fotografie“ – Ausstellungstournee in Frankfurt, Hannover, Berlin, Brüssel, Paris, Tokio, New York und Moskau.